# دنیس موسکیتو
دنیس موسکیتو (ایتالیایی: Denis Moschitto؛ زادهٔ ۲۲ ژوئن ۱۹۷۷) بازیگر سینما، و بازیگر تلویزیون ایتالیایی‌تبار اهل آلمان است.
از فیلم‌ها یا برنامه‌های تلویزیونی که وی در آن نقش داشته‌است می‌توان به در محوشدگی اشاره کرد.